# Alejandro Peña (beisbolista)
Alejandro Peña Vásquez (nacido el 25 de junio de 1959 en Puerto Plata) es un ex lanzador de relevo dominicano que jugó en las Grandes Ligas de Béisbol. Hizo su debut en Grandes Ligas el 14 de septiembre de 1981, y jugó su último partido el 13 de abril de 1996.
De 1981 a 1996, Peña jugó para los Dodgers de Los Ángeles (1981-1989), Mets de Nueva York (1990-1991), Bravos de Atlanta (1991-1992, 1995), Piratas de Pittsburgh (1994), Medias Rojas de Boston (1995), y Marlins de la Florida (1995, 1996).
Actualmente se desempeña como entrenador de pitcheo para los Dodgers en la Dominican Summer League.

## Atlanta Braves
Peña es conocido por su exitosa temporada con los Bravos de Atlanta en 1991. Adquirido desde los Mets en la fecha límite de cambios, Peña se fue de 13-13 en  oportunidades de salvamento, incluyendo haber salvado los juegos 2 y 6 para el lanzador abridor Steve Avery en la Serie de Campeonato de la Liga Nacional de 1991. Hecho a perder un salvamento en el Juego 3 de la Serie Mundial de 1991, pero los Bravos ganaron el juego. Peña estaba en el montículo para el lanzamiento final de la serie, entregándole un hit a Gene Larkin que le dio el título a los Mellizos de Minnesota. Peña fue el pitcher perdedor del Juego 7 de la serie. El 11 de septiembre de 1991, Peña se unió a los también lanzadores de los Bravos Kent Mercker y Mark Wohlers para combinarse y lanzar un juego sin hits contra los Padres de San Diego; Peña lanzó el último inning salvando el juego en la victoria 1-0 de los Bravos sobre los Padres.

## Liga Dominicana
Peña jugó en la Liga Dominicana por seis temporadas para los Tigres del Licey. Terminó con 13 victorias, 15 derrotas, 2 salvados, en 246 entradas, 76 carreras limpias permitidas, 196 hits, 98 bases por bolas y 129 ponches.
El 17 de octubre de 2004, Peña fue inmortalizado en el Pabellón de la Fama del Deporte Dominicano.